# Молчанова, Полина Андреевна
Полина Андреевна Молчанова (род. 23 декабря 1993) — российская дзюдоистка, чемпионка России, призёр этапов Кубка Европы, мастер спорта России. Живёт в Улан-Удэ. Выступает за клуб «Минобрнаука».

## Спортивные результаты
- Первенство России по дзюдо среди юниоров 2011 года — 7 место;
- Первенство России по дзюдо среди юниоров 2012 года — ;
- Первенство России по дзюдо среди юниоров 2013 года — 5 место;
- Этап Кубка Европы по дзюдо 2013 года, Оренбург — ;
- Этап Кубка Европы по дзюдо 2013 года, Тампере — ;
- Первенство России по дзюдо среди молодёжи 2015 года — ;
- Чемпионат России по дзюдо 2015 года — ;